# Anna Basta
Ne doit pas être confondu avec Anna Bashta.
Pour les articles homonymes, voir Basta.
Anna Basta est une gymnaste rythmique italienne, née le 23 janvier 2001 à Bologne.

## Palmarès

### Championnats du monde
- Sofia 2018
  -  médaille d'or en groupe 3 ballons + 2 cordes
  -  médaille d'argent au concours général en groupe

- Bakou 2019
  -  médaille de bronze en groupe 3 ballons + 4 massues

### Championnats d'Europe
- Guadalajara 2018
  -  médaille d'or en groupe 5 cerceaux
  -  médaille d'argent au concours général en groupe
  -  médaille d'argent en groupe 3 ballons + 2 cordes